# Hessen-Rotenburg
Hessen-Rotenburg was van 1627 tot 1834 een niet-regerende zijtak van het huis Hessen-Kassel.
Midden in de Dertigjarige Oorlog, terwijl zijn land er slecht voor stond, sloot landgraaf Maurits van Hessen-Kassel een voor het land zeer nadelig huisverdrag. Maurits deed dit onder invloed van zijn tweede vrouw Juliana van Nassau-Siegen. In het Huisverdrag van 12 februari 1627 wees Maurits een kwart van het land toe aan de zonen uit het tweede huwelijk, het zogenaamde Rotenburger Quart. Vervolgens deed hij op 17 maart 1627 afstand ten gunste van zijn zoon Willem V. In het verdrag van 14 december 1627 met de keizer werd Willem V beleend met Hessen-Kassel en werd de landshoogheid van Hessen-Kassel over het Rotenburger Quart erkend. Omdat inmiddels ook gebieden aan Hessen-Darmstadt waren verloren, was de landgraaf gedwongen op 1 september 1628 een vergelijk met zijn halfbroers te sluiten om tot een aangepaste toedeling van het Rotenburger Quart te komen.
Deze toedeling omvatte de ambten, gerechten en steden Rotenburg, Wanfried, Sontra, Eschwege, Bilstein en Germerode, Witzenhausen, Ludwigstein, Treffurt (Hessisch deel) en Plesse met het ambt Gleichen. 
In de laatste fase van de Dertigjarige Oorlog wist Hessen-Kassel weer gebied terug te veroveren, waardoor de samenstelling van het Rotenburger Quart weer moest veranderen. 
Daarom werd er op 17 september 1646 een nieuw verdrag gesloten. Hierin werd het graafschap Neder-Katzenelnbogen aan Frederik en Ernst van Hessen-Rotenburg overgedragen. Vervolgens werden bij verdrag van 2 augustus 1648 overgedragen: slot en ambt Rheinfels met Sankt Goar, Sankt Goarshausen met de burcht Katz, slot en ambt Reichenberg en slot en ambt Hohenstein met Bad Schwalbach. Het garnizoensrecht op de Rheinfels en de burcht Katz bleven echter aan Hessen-Kassel, zodat deze strategisch belangrijke punten voor het landgraafschap behouden bleven. 
De drie broers vestigden zich op verschillende plaatsen in het Rotenburger Quart.
- Herman in Rotenburg (uitgestorven in 1658)
- Frederik in Eschwege (uitgestorven in 1655)
- Ernst in Rheinfels (sinds 1649, uitgestorven in 1834)

Na de dood van Frederik in 1655 viel zijn aandeel aan Ernst. Na de dood van Herman in 1658 was het hele gebied herenigd in handen van Ernst. Ernst liet op 27 maart 1676 een testament opmaken, waarin hij de primogenituur invoerde. Na zijn dood in 1693 brak er echter een strijd uit tussen zijn zoons en kleinzoons, waarin ook Hessen-Kassel en rol speelde: zij betwisten de geldigheid van de primogenituur. Uiteindelijk besliste de keizer dat het eerstgeboorterecht niet van toepassing was, waarna er een deling plaatsvond onder de zoons van Ernst:
- Willem kreeg Rotenburg (uitgestorven in 1834)
- Karel kreeg Wanfried, Eschwege en het aandeel in Treffurt (uitgestorven in 1755)

Na de dood van Karel van Hessen-Wanfried in 1711 volgde er een nieuwe erfstrijd:
Willem, de oudere zoon was geestelijke en de jongere zoon Christiaan volgde zijn vader op. Willem maakte vervolgens toch aanspraak op de erfenis en uiteindelijk besliste ook deze keer de keizer in dit geschil. Willem kreeg Wanfried, aangevuld met Rheinfels. Hij noemde zich vervolgens landgraaf van Hessen-Wanfried-Rheinfels en later van Hessen-Rheinfels. Chritiaan nam zijn intrek op slot Eschwege. Na de dood van Willem in 1731 volgde Christiaan alsnog op in het landgraafschap Hessen-Wanfried. 
Landgraaf Constantijn van Hessen-Rheinfels-Rotenburg probeerde in 1748 opnieuw de primogenituur in te voeren. Ook deze keer werd dit betwist door Hessen-Kassel, maar de keizer gaf wel toestemming. Hessen-Kassel gaf zijn verzet tegen de primogenituur op in het hoofdvergelijk van 25/26 maart 1754. Daarvoor kreeg Hessen-Kassel het recht de volgende vestingplaatsen te bezetten: Rheinfels, Katz, Reichenberg, Hohenstein, Sankt Goar en Sankt Goarshausen. 
Na de dood zonder erfgenamen van Christiaan van Hessen-Wanfried was het gehele Rotenburger Quart herenigd.
In de Napoleontische tijd werd Hessen-Kassel in 1807 als staat opgeheven. Het grootste deel ging deel uitmaken van het koninkrijk Westfalen, een klein deel ging deel uitmaken van het keizerrijk Frankrijk. Binnen het koninkrijk Westfalen werden de rechten van de landgraaf van Hessen-Rotenburg niet aangetast.  
Omdat het Congres van Wenen in 1815 het graafschap Neder-Katzenelnbogen bij het hertogdom Nassau en Plesse en Gleichen bij het koninkrijk Hannover voegde, kon het Rotenburger Quart niet volledig gerestaureerd worden. Als compensatie kreeg de landgraaf van Hessen-Rotenburg het voormalige prinsbisdom Corvey in Westfalen en het hertogdom Ratibor in Pruisisch Silezië. Het hertogdom Ratibor en het vorstendom Corvey kregen dezelfde status als de gemediatiseerde staten.
In 1834 stierf het huis Hessen-Rotenburg uit en vielen de bezittingen terug aan Hessen-Kassel. Dit veroorzaakte een politieke strijd in het keurvorstendom Hessen-Kassel. De keurvorst beschouwde het als een persoonlijke erfenis, het parlement vond dat de inkomsten aan de staat vervielen. De titels van Ratibor en Corvey kwamen aan een tak van het huis Hohenlohe-Schillingsfürst.